# Beau Sevran
Beau Sevran est un centre commercial français situé à Sevran en Seine-Saint-Denis. Il est situé à proximité de la gare de Sevran - Beaudottes et du centre hospitalier Robert-Ballanger. Le centre dispose d'un hypermarché Carrefour.

## Histoire
Ouverture du centre dans une zone péri-urbaine en 1973 avec l'enseigne Euromarché.
Trois agrandissements sont intervenus de 1984 à nos jours (juin 2018) :
- 1984-1985 : Création de quarante boutiques de la place centrale jusqu'à la Gare
- 1986 : Création de quatre moyennes surfaces
- 1995 : Agrandissement et couverture Porte 1, création de trois boutiques, mise en place des quatre portes tournantes, changement du faux-plafond et éclairage des mails[1].

Ce site comprend soixante seize magasins et neuf points de restauration ; neuf moyennes surfaces et l'hypermarché Carrefour de 12 000 m².
La surface commerciale utile (SCU) équivaut à 25 000 m² sur un seul niveau.
Le centre accueille environ neuf millions de clients potentiels par an, son chiffre d'affaires, en 2017 est de 163 millions d'euro TTC.
Depuis juillet 2020, le centre commercial accueille une antenne départementale du CNIDFF (Centre national d'information des droits des femmes et des familles) centralisant le travail de plusieurs associations locales vouées à la lutte contre les violences et discriminations. Plusieurs dizaines de cas de violences conjugales ont été traités par les tribunaux d'instance depuis l'ouverture de l'antenne.